# 社会発展国民運動
社会発展国民運動（しゃかいはってんこくみんうんどう）は、ニジェールの中道右派政党である。発展社会国民運動という表記も見られる。

## 党名
- フランス語ではMouvement national de la société de développementと表記し、MNSDと略す。また、党名の後ろにNassaraと付記する場合もある。
- 英語ではNational Movement for the Development of Societyと表記する。

## 設立と大統領選敗北
1987年11月、クーデターでアリー・セブ率いる軍事政権「最高軍事評議会」が成立。その中で軍政の支持基盤として、また唯一の合法政党として1989年に成立したのが社会発展国民運動(MNSD)である。1989年12月には民政移管を控えた大統領選挙が行なわれ、MNSDのアリー・セブが当選。最高軍事評議会は廃止され、軍人の政治的影響力が色濃く残ったまま、民政に移管した。しかし複数政党制を求める声が依然強く、1990年11月に複数政党制へ移行した。1991年のMNSD議長(党首に相当)選で元最高軍事評議会議員のタンジャ・ママドゥが、対立候補のムムニ・アダム・ジェルマコワイ元外務国際協力相を破り当選。1993年の大統領選にはママドゥが出馬した。だがその前哨戦となる1993年2月の議会選で、野党6党の政党連合変革勢力同盟がMNSDを大差で破り、次いで3月の大統領選でも民主社会会議(CDS)のマハマヌ・ウスマン党首が当選し、MNSDは敗北した。

## 議会選勝利とコアビタシオン
1度は下野したMNSDだが、1995年1月に行なわれた議会選では、対立していたニジェール民主社会主義党(PNDS)と野党連合を結成し、勝利を収めた。首相にはMNSDのハマ・アマドゥ書記長が就任し、反MNSDのウスマン大統領とMNSDのアマドゥ首相によるコアビタシオンが成立した。この中で両者は激しく対立し、政局の混乱と不安定化を招いた。1996年1月にはイブライム・バレ・マイナサラ陸軍参謀長の率いるクーデターにより、軍政が復活。ウスマン大統領とアマドゥ首相はともに解任され、MNSDを含む政党活動は厳しく制限された。1996年7月に行なわれた大統領選挙で、MNSDはママドゥを擁立したが、結果は第3位だった(当選はマイナサラ、第2位はウスマン)。この結果を不服とし、MNSDは同年11月の議会選をボイコットした。

## 3度目の大統領選、ママドゥの勝利
1999年4月には再びクーデターが発生し、マイナサラ大統領が殺害され、ダオダ・マラム・ワンケ率いる軍事政権「国家和解評議会」が成立、議会は解散され憲法も停止となった。同年10月に大統領選挙が行なわれ、ママドゥが当選し、6年ぶりにMNSD出身の大統領が誕生した。ママドゥにとっては、3度目の大統領選挙にしてようやく勝ち取った勝利だった。2位は既にMNSDとの連合を解消していたPNDSのマハマドゥ・イスフ元首相であった。また同年の議会選でもMNSDは旧反対勢力CDSと連立し、議会多数派を形成した。これに伴い、アマドゥが首相の座に返り咲いた。
大統領選挙での当選により、ママドゥはMNSD議長の座を離れ、ハミドゥ・セク暫定議長を経て、2001年12月にはアマドゥ首相(元MNSD書記長)がMNSD議長に就任した。2004年11月から12月にかけて行なわれた大統領選(2004年ニジェール大統領選挙)では、ママドゥが再選され、PNSDのイスフ元首相を再び破った。だが同時期に行なわれた議会選では、MNSDは第1党の座を守ったものの、113議席中47議席を獲得するに留まり、CDSとの連立で辛うじて過半数を維持することとなった。

## 内閣不信任、アマドゥの退陣
2007年5月31日、野党勢力が、教育基金の資金をアマドゥ首相が横領したという主張を行い、野党勢力はもちろん、連立相手のCDSからも非難され、内閣不信任決議案が可決された。アマドゥは首相職を辞し、ママドゥは後任首相に同じくMNSD党員であるセイニ・ウマルを任命した。ウマルはアマドゥ内閣で序列第3位の設備担当相を務めていた。そして2008年11月、党議長職がアマドゥからウマルへと移った。
ウマルは2009年10月20日に予定されている議会選に出馬するため、同年9月23日に辞職。正式な後任首相は即座には任命されず、アルバーデ・アブーバ内相兼MNSD書記長が首相代行を務めることとなったが、第二次アマドゥ内閣で財務相を務めたアリー・バジョ・ガマティエ(MNSD党員)が10月2日に正式な後任首相に就任した。